# Kreuzbiss

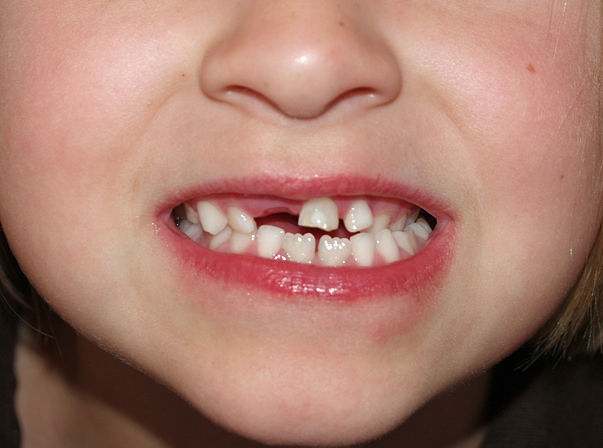
Wechselgebiss mit einseitigem Kreuzbiss links
(vom Betrachter aus rechts)

Bei der regulären Verzahnung beißen die bukkalen (zur Wange gewandten) Höcker der Unterkieferseitenzähne mittig zwischen die Höcker der Oberkieferseitenzähne. Analog treffen die Schneidekanten der Unterkieferfrontzähne auf die palatinalen (zum Gaumen gewandten) Flächen der Oberkieferfrontzähne. Anschaulich macht das normale Größenverhältnis Oberkiefer zu Unterkiefer der Pantoffelvergleich: Der Fuß (= Unterkiefer) passt in den Pantoffel (= Oberkiefer) hinein.
Beißen nun Höcker auf Höcker, spricht man von einem Kopfbiss; beißen die bukkalen Höcker der Unterkieferseitenzähne seitlich an den bukkalen Höckern der Oberkieferseitenzähne vorbei, liegt ein Kreuzbiss vor. Beißt der Unterkieferseitenzahn komplett am Oberkieferseitenzahn vorbei, spricht man von einem Scherenbiss oder einer bukkalen Nonokklusion. Analog gibt es bei den Schneidezähnen den frontalen Kopfbiss (Schneidekante auf Schneidekante) und den frontalen Kreuzbiss (Unterkieferschneidezähne stehen vor den Oberkieferschneidezähnen).
Durch einen Kreuzbiss wird beim Schließen der Kiefer häufig eine zwangsweise Verschiebung der Mandibula zur Seite oder nach vorne verursacht (Zwangsbiss, Verschiebung der retralen Kontaktposition zur interkuspidalen Position, RKP/IKP-Verschiebung). Das Ausmaß dieser Verschiebung ist für die Einstufung der Behandlungsnotwendigkeit des Kreuzbisses nach dem IOTN (Index of Orthodontic Treatment Need) maßgeblich.
Sehr häufig treten Kreuzbisse bei Progenie auf, was wiederum aus dem Pantoffelvergleich unmittelbar einleuchtet. 
Auch behinderte Nasenatmung, gestörte Muskelfunktionen, Narben sowie die Lage und Bewegung der Zunge können eine Rolle spielen. 